# پسر ایرانی
پسر ایرانی (به انگلیسی: The Persian Boy) رمانی تاریخی نوشتهٔ ماری رنولت به سال ۱۹۷۲ میلادی است. داستان آن از زبان خواجه‌ای ایرانی به نام باگواس روایت می‌شود و دربارهٔ زندگی اسکندر مقدونی، خود باگواس و رابطهٔ آن‌هاست.
مجلهٔ ادوکیت پسر ایرانی را در میان ۱۰۰ رمان برتر همجنس‌گرایانه جای داده‌است.

به‌گفتهٔ رنولت، او رویدادهای کتاب خود را از نوشته‌های تاریخ‌نگارانی چون کورسیوس، بطلمیوس و آریستوبل گرفته‌است.